# Preiļi (novads)
Pļaviņas est un novads de Lettonie, situé dans la région de Latgale. En 2009, sa population est de 11 973 habitants.